# Asterix e il falcetto d'oro
Asterix e il falcetto d'oro (La Serpe d'or) è la seconda storia a fumetti della serie Asterix, creata dal duo francese René Goscinny (sceneggiatura) e Albert Uderzo (disegni). La sua prima pubblicazione in volume in lingua originale risale al 1962.
In questa storia il protagonista è affiancato per la prima volta da Obelix, il quale aveva esordito nella storia precedente in un ruolo secondario e che qui assume il suo ruolo di spalla fissa.

## Trama
Il druido Panoramix ha rotto il suo falcetto d'oro, indispensabile sia per rendere il vischio magico e sia per andare all'annuale riunione dei druidi e che si sarebbe svolta di lì a poco, e l'unico che può vendergliene un altro è il fabbro Amerix nella città di Lutetia, troppo lontana e le cui strade sono piene di briganti. Asterix si propone di recarsi alla città per comprarne uno, accompagnato da Obelix, il quale vuole approfittarne per andare a trovare suo cugino Amerix. I due affrontano facilmente le insidie durante il viaggio e infine raggiungono Lutetia. Qui, però, scoprono che il fabbro è scomparso; iniziano le ricerche e in una locanda, quando il proprietario averno scopre cosa cercano, li caccia via per poi recarsi da un misterioso personaggio, Lentix, al quale riferisce l'accaduto. Questi cerca i due galli e, scoperto che cercano un falcetto, li porta da un commerciante clandestino, Avorangofix, che gli chiede molto denaro che Asterix non ha; scoppia una rissa, a cui accorre una pattuglia romana che li arresta e i due vengono condotti dal prefetto Gracchus Piendastus che li libera, rivelando che a Lutetia vi è una banda di trafficanti di falcetti d'oro, i quali sono molto richiesti a causa della riunione annuale dei druidi, e che ultimamente si possono trovare solo dai trafficanti visto che Amerix sembra essere scomparso.
I nostri eroi si recano allora alla casa di Amerix e scoprono che è stato catturato. Rimasti a dormire nella casa nottetempo, il giorno dopo si recano nuovamente dal locandiere, ma scoprono che ha venduto tutto e si è diretto verso Gergovia, ma Asterix e Obelix lo acciuffano; interrogato, l'uomo rivela che aveva assistito al rapimento di Amerix, e i rapitori erano intenzionati a prendere pure lui, ma Lentix decise di lasciarlo libero, ma in cambio avrebbe dovuto riferirgli di qualsiasi persona che cercasse il fabbro. Ricevuto l'indirizzo di Lentix, Asterix e Obelix sfasciano tutto, ma vengono sorpresi dalla stessa pattuglia del giorno prima e di nuovo arrestati. Qui trovano un ubriacone, assiduo frequentatore della taverna, che rivela loro che Avoragonfix e Lentix si davano appuntamento presso un dolmen nella foresta lì vicino.
Liberati dal prefetto, i due galli si recano nella foresta dove si trovava il dolmen,  vedendo Lentix entrare in un passaggio segreto che li porta al deposito di falcetti. La banda dei trafficanti di falcetti li raggiunge, ma nello scontro dove Asterix e Obelix hanno facilmente la meglio Avoragonfix fugge, mentre Lentix viene preso dai due Galli, ai quali racconta quello che sa: il luogo era solo un deposito dove finivano i falcetti che Amerix fabbricava, ma era Avoagonfix a portarli lì; neanche lo stesso Avoragonfix è a capo dell'operazione, lo è invece qualcuno più in alto che però solo lui conosce, e che tiene prigioniero Amerix.
Asterix ed Obelix lasciano Lentix nel deposito, chiudendo il passaggio con un menhir, e si recano a Lutetia dove trovano Avorangofix presso un mercante. Scontratisi con la stessa pattuglia romana di prima e di nuovo arrestati, si liberano grazie alla pozione magica e si recano dal prefetto, che viene trovato insieme ad Avorangofix. Il prefetto confessa di essere a capo del traffico, in quanto annoiato dal ruolo che ricopre e che l'oro è una delle poche cose che ancora lo diverte. Rivelato dve si trova Amerix, Asterix e Obelix lo liberano, mentre il prefetto accetta la sua punizione, scortato assieme ad Avoragonfix. Recuperati anche i falcetti del deposito, Amerix per riconoscenza gli regala il suo falcetto migliore, così i due, dopo un tenero addio, tornano al villaggio per consegnarlo al druido, venendo festeggiati con un banchetto sotto le stelle.

## Storia editoriale
In Francia la storia fu serializzata inizialmente all'interno della rivista Pilote, in cui apparve a puntate dal numero 42 (11 agosto 1960) al 74 (23 marzo 1961); in seguito è stata pubblicata in albo cartonato nel 1962 dall'editore Dargaud.
Attualmente l'albo viene ristampato dalla casa editrice Hachette Livre, che nel dicembre 2008 acquisì da Uderzo e da Anna Goscinny (figlia dello scomparso René) tutti i diritti sulle pubblicazioni di Asterix.

### Edizioni estere

#### Italia
In Italia l'albo è edito, come gli altri della serie, da Mondadori; la prima edizione italiana risale al novembre 1969 per la traduzione di Luciana Marconcini. La Mondadori ha ristampato l'albo più volte nel corso degli anni; l'ultima edizione, condotta su quella francese di Hachette Livre, è della fine del 2011 e rispetto alle precedenti presenta, pur mantenendo invariata la traduzione, una copertina diversa, un nuovo lettering e una colorazione rinnovata; è inoltre caratterizzata dall'avere la sagoma di Asterix stampata in rosso sulla costa. Nel 1979 è stata pubblicata dalla Mondadori una versione tascabile in bianco e nero dell'albo, nella collana Oscar Mondadori, e nel giugno 2010 la storia è apparsa all'interno di Asterix: le origini, volume a colori in formato tascabile della collana Mondadori "Oscar Best Sellers" comprendente anche le storie Asterix il gallico e Asterix e il duello dei capi.
La storia è stata pubblicata a puntate anche all'interno della rivista Il Giornalino (Edizioni San Paolo), nella quale fece la sua prima apparizione nel 1975 venendovi poi ristampata periodicamente; nel 1998 è stata anche pubblicata in albo come supplemento speciale della rivista. Tali edizioni sono basate su quella Mondadori e presentano la stessa traduzione di Luciana Marconcini. Un'ulteriore edizione italiana dell'albo è stata quella pubblicata da Fabbri/Dargaud, datata febbraio 1982. Anche questa era basata sull'edizione Mondadori, e presenta il medesimo titolo e la medesima traduzione.

#### In altre lingue
Il titolo originale dell'albo, La Serpe d'or, è stato tradotto come segue in alcune delle principali lingue in cui il fumetto è edito; vengono inoltre indicate la casa editrice e l'anno di prima pubblicazione:
- catalano: La Falç d'Or - Salvat editores,  Spagna, (prima edizione Mas Ivars Editores, 1978)
- ceco: Asterix A Zlatý Srp - Egmont ČR,  Rep. Ceca, 1992
- coreano: 아스테릭스, 황금낫을 찾아랏! (Asteriks, hanggümnas-ül chajaras!) - Moonhak-kwa-Jisung-Sa,  Corea del Sud, 2002
- danese: Asterix og trylledrikken - Egmont Serieforlaget A/S,  Danimarca, 1973
- finlandese: Kultainen Sirppi - Egmont Kustanus Oy,  Finlandia, 1971
- inglese: Asterix and the Golden Sickle - Orion,  Regno Unito, 1975
- latino: Falx Aurea - Egmont Ehapa Verlag,  Germania, 1975
- olandese: Het Gouden Snoeimes - Hachette Livre,  Paesi Bassi, 1967
- portoghese: A Foice de Ouro - Edições ASA,  Portogallo
- polacco: Złoty sierp - Egmont Poland Ltd,  Polonia, 1991
- spagnolo: La hoz de oro - Salvat editores,  Spagna, 1973 (prima edizione Molino, 1966)
- svedese: Asterix och guldskäran - Egmont Kärnan AB,  Svezia, 1973
- tedesco: Die goldene Sichel - Egmont Ehapa Verlag,  Germania, 1970